# 莫米
莫米（法語：Momuy，法語發音：[mɔmœj]）是法国朗德省的一个市镇，属于蒙德马桑区。

## 地理
莫米（43°36'51"N, 0°38'8"W）面积13.3 平方千米，位于法国新阿基坦大区朗德省，该省份为法国西南部沿海省份，是法國本土面积第二大的省，北起吉倫特省，西临大西洋，南至大西洋比利牛斯省，东临热尔省，东北与洛特-加龍省接壤。
与莫米接壤的市镇（或旧市镇、城区）包括：阿尔热洛斯、卡斯泰尼奥苏斯朗、卡扎利斯、阿热特莫、沙洛斯堡、纳谢、圣克里克沙洛斯。
莫米的时区为UTC+01:00、UTC+02:00（夏令时）。

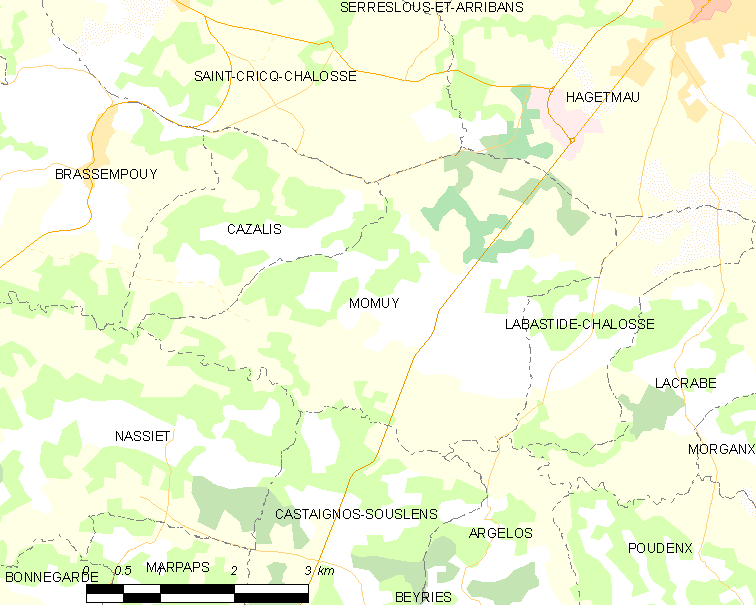
莫米的OSM定位图

## 行政
莫米的邮政编码为40700，INSEE市镇编码为40188。

## 政治
莫米所属的省级选区为沙洛斯-蒂尔桑县。

## 人口

1962-2008年间莫米人口变化图示

莫米于2022年1月1日时的人口数量为482人。